# Casa de Contratación y Consulado de San Sebastián

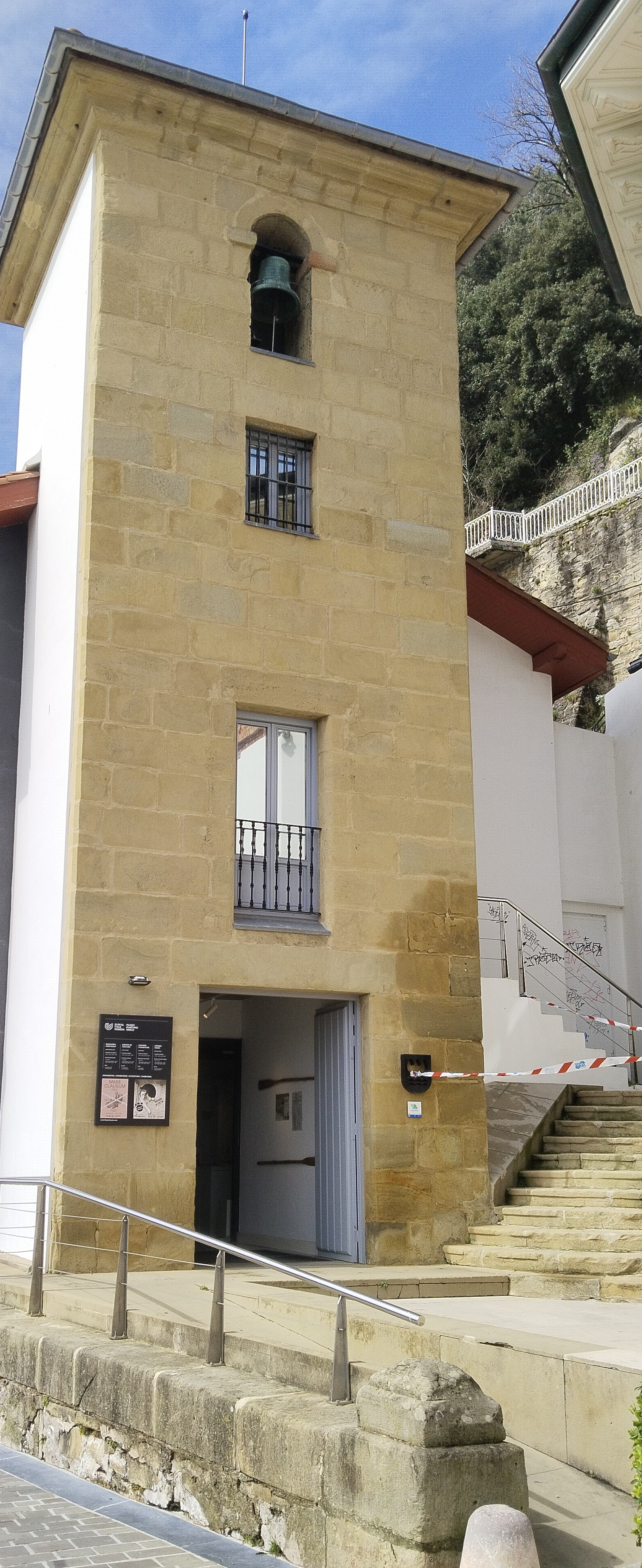
Antigua sede del Consulado de San Sebastián

El Consulado de San Sebastián en el País Vasco (España) se fundó al estilo de otras ciudades españolas en 1682.
Su misión era  conocer y agilizar  todas las relaciones comerciales que ocurriesen  sobre mercaderías, compras y ventas,  cambios, seguros, cuentas,  compañías y demás faenas de mar incluidos los socorros.
Así mismo atendía y juzgaba  las diferencias que se suscitasen entre los mareantes,  capitanes de navíos y maestros de embarcaciones, que arribasen a los puertos de Guipúzcoa  ya sea al tiempo de su arribada, o ya al salir de ellos.
Su actividad perduró hasta la entrada en vigor del nuevo Código de Comercio de 1829.

## Descripción
Desde el siglo XV existía en San Sebastián la Cofradía de Mareantes de Santa Catalina con la finalidad  de defensa de los intereses mercantiles y dotada, al efecto, de atribuciones  amplias y con un respaldo de oficialidad reconocido. Fue el embrión del Consulado de San Sebastián.
En 1682 se fundó por una real cédula en Madrid la "Ilustre Universidad, Casa de Contratación y Consulado de la Muy Noble y Muy Leal Ciudad de San Sebastián".
Su finalidad era impulsar el comercio marítimo en competencia  con  los puertos vecinos de Bilbao y Bayona (Francia).
La sede estuvo  en la segunda planta del edificio del ayuntamiento y posteriormente pasó al  edificio  que hoy ocupa el museo marítimo vasco en el puerto donostiarra. Era gobernada por un prior y dos cónsules además de otros empleados subalternos.
Desarrolló una actividad  útil y beneficiosa no sólo para el comercio donostiarra sino también para el general de la Provincia destacando  las obras de conservación del muelle y puerto de San Sebastián, mereciendo mención especial al respecto las obras que se llevaron a cabo por los años de 1774-1778.

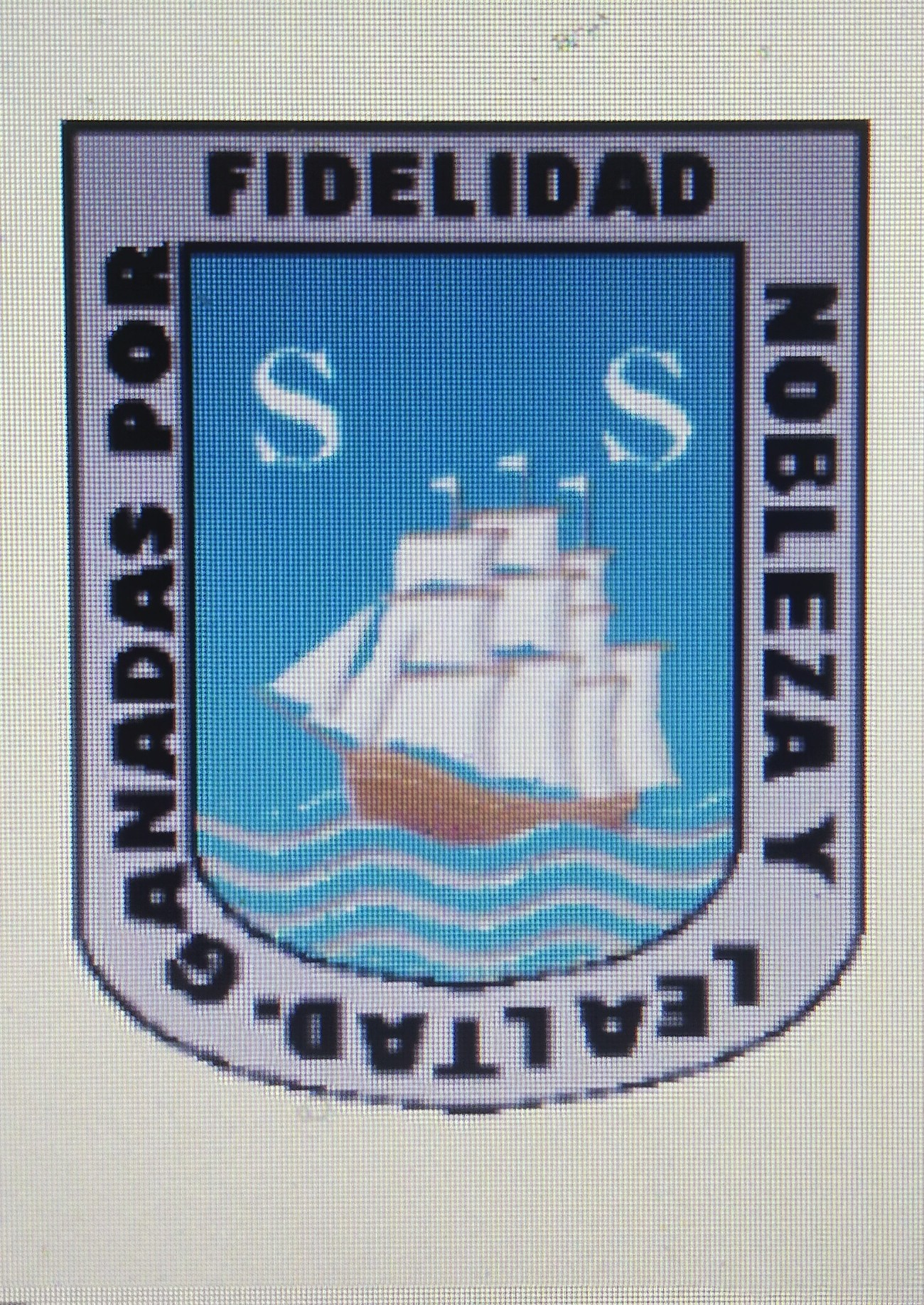
Blasón de la ciudad de San Sebastián

Tuvo  mucho que ver en el revivir del espíritu de iniciativa comercial  que conoció la sociedad guipuzcoana en las década iníciales del s. XVIII. 
Así mismo participó en la serie de estudios, informes y gestiones que llevaron a la postre a la constitución, en 1727-1728, de la Real Compañía Guipuzcoana de Caracas., de gran importancia en la historia de Guipúzcoa.
Otro hecho relevante fue la promoción de la Compañía ballenera de San Sebastián en 1732.  La empresa inició su funcionamiento con tres naves construidas con el apoyo de la Corona, la Diputación de Guipúzcoa y la Compañía de Caracas. Pero las expectativas fundacionales no se cumplieron pese a contar con determinadas ventajas fiscales. La competencia internacional se sumó a la mala fortuna y a la escasa motivación inversora de armadores y comerciantes que estaban más interesados en el negocio del cacao. La disolución de esta Compañía se produjo tras dos décadas de actividad intermitente.
Con la entrada en vigor del Código de Comercio de 1829´, el Consulado perdió su razón de ser.